# Serafima Semjonowna Brjussowa

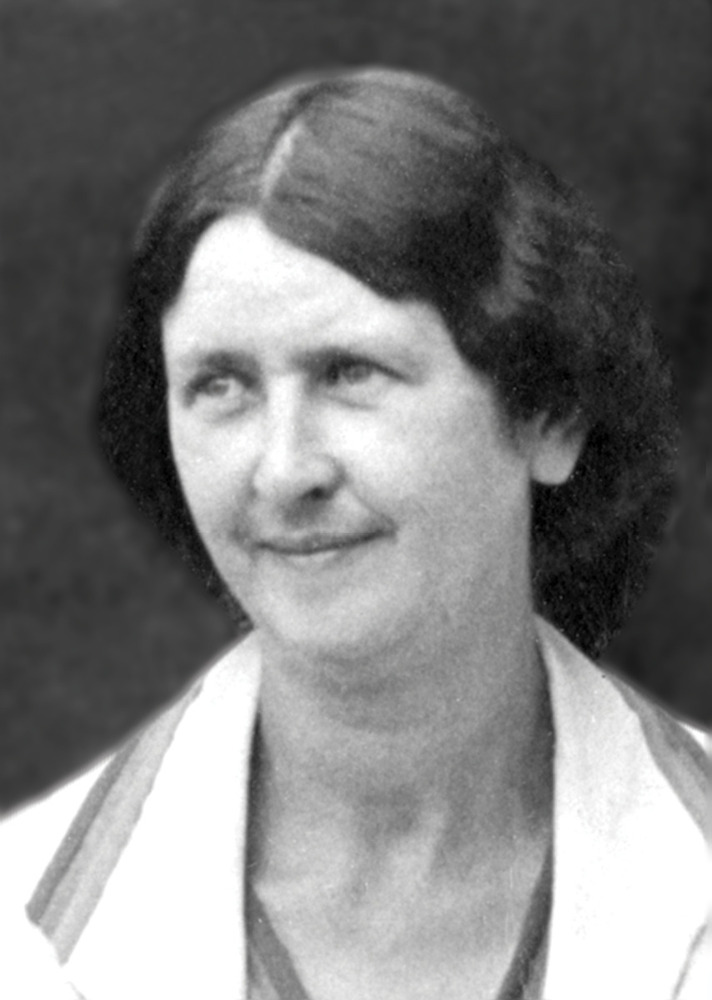
Serafima Semjonowna Brjussowa (1930)

Serafima Semjonowna Brjussowa, geboren Sidorowa, (russisch Серафима Семёновна Брюсова, урожд. Сидорова; * 31. Dezember 1894jul. / 12. Januar 1895greg. in Moskau; † 1958) war eine russische bzw.  sowjetische Neurochirurgin.

## Leben
Nach einem Geschichts- und Philologiestudium und Arbeit als Krankenschwester im Ersten Weltkrieg studierte Brjussowa nach der Oktoberrevolution in Moskau Medizin mit Abschluss als Diplom-Ärztin 1923. Es folgte die chirurgische Ordinatur.
Auf Einladung des Neurochirurgen Nikolai Burdenko wurde Brjussowa 1928 Mitarbeiterin der Moskauer Neurochirurgischen Klinik. Sie untersuchte die Schmerzempfindlichkeit der äußersten Hirnhaut, Schädel-Hirn-Traumata und den Schädelinnendruck bei
Trepanationen. Sie verteidigte 1938 mit Erfolg ihre Dissertation für die Promotion zur   Doktorin der medizinischen Wissenschaften. Die Ernennung zur Professorin erfolgte 1941. Ihre Dissertation veröffentlichte sie 1951 als Monografie über die Angiografie des Gehirns.
Neben Alice Rosenstein, Diana Beck und Sofia Ionescu war Brjussowa eine der weltweit ersten Neurochirurginnen.
Brjussowa war mit dem Archäologen Alexander Brjussow (1885–1966) verheiratet und hatte den Sohn Boris.
Brjussowa starb 1958 und wurde auf dem Moskauer Nowodewitschi-Friedhof begraben.